# Phaonia amamiensis
Phaonia amamiensis är en tvåvingeart som beskrevs av Shingonaga och Tadao Kano 1971. Phaonia amamiensis ingår i släktet Phaonia och familjen husflugor. Inga underarter finns listade i Catalogue of Life.